# حوض‌انبار کوهستانی
حوض انبار کوهستانی مربوط به دوره قاجار است و در کاخک، داخل شهر واقع شده و این اثر در تاریخ ۱۱ مرداد ۱۳۸۴ با شمارهٔ ثبت ۱۲۴۰۲ به‌عنوان یکی از آثار ملی ایران به ثبت رسیده است.